# Aedes portonovoensis
Aedes portonovoensis är en tvåvingeart som beskrevs av Tewari 1991. Aedes portonovoensis ingår i släktet Aedes och familjen stickmyggor. Inga underarter finns listade i Catalogue of Life.